# Ерол Булут
Ерол Булут (тур. Erol Bulut; 30 січня 1975, Бад-Швальбах, Гессен, ФРН) — турецький футболіст, півзахисник. По завершенні ігрової кар'єри — футбольний тренер. З 2021 року очолює тренерський штаб клубу «Газіантеп».

## Кар'єра гравця
Ерол Булут грав у молодості в різних німецьких футбольних школах. У 1995 році він перейшов з «Айнтрахта» в турецький клуб «Фенербахче». Там захисник дебютував в матчах Суперліги, і в перший же сезон виграв Кубок Туреччини.
1999 року Ерол повернувся у Франкфурт, але по більшій частині сезону не виходив в основі і тому знову поъхав до Туреччини. У 2001 році Булут грав на правах оренди в спочатку в «Трабзонспорі», а потім під керівництвом німецького фахівця Йоахіма Лева в «Аданаспорі».
2002 року Булут перебрався в грецький клуб «Паніоніос» з Афін, де він був названий кращим іноземним гравцем у лізі.
У 2003 році він повернувся в Туреччину і підписав контракт з «Бурсаспором». Після проведеного сезону в клубі з Бурси, він перейшов у німецький «Мюнхен 1860», проте через травми пропустив майже півсезону, тому по закінченні сезону Булут перейшов в грецький «Олімпіакос» з Пірея, в якому грав з 2005 по 2007 роки. У перший рік Ерол Булут виграв чемпіонат зі своїм новим клубом, де грав разом із світовими зірками, такими як Рівалдо і Яя Туре, також він брав участь у матчах Ліги чемпіонів і виграв Кубок Греції 2005/06. До закінчення свого другого сезону дія його контракту була припинена.
У 2007 році перейшов на запрошення першого віце-президента клубу Дмитра Селюка в український «Металург» з Донецька і грав там до 2009 року, взявши участь у 22 матчах чемпіонату.
У сезоні 2009/10 Ерол Булут грав у грецькому клубі другого дивізіону «Олімпіакос» з Волоса, після чого у 2011 році виступав в ОФІ.
У січні 2012 року підписав контракт з клубом «Верія», в якому і завершив кар'єру гравця 1 липня 2012 року.

## Кар'єра тренера
З вересня 2012 року по січень 2013 року працював помічником тренера в турецькій команді «Карталспор» з Стамбула, яка виступала в першій лізі.
З березня по серпень 2013 року був помічником тренера команди «Єні Малатьяспор» з Малатьї, а з вересня 2013 року по червень 2014 року обіймав ту саму посаду в клубі «Елязигспор» з міста Елязиг.
В червні 2014 року Ерол Булут перейшов на посаду помічника тренера в стамбульському клубі «Істанбул Башакшехір», виступаючого в Турецькій Суперлізі.
1 жовтня 2017 року став головним тренером «Єні Малатьяспор», був звільнений з цієї посади у квітні 2019.
17 серпня 2019 року очолив тренерський штаб «Аланьяспора». За результатами сезону 2019/20 команда, яка лише трьома роками раніше дебютувала у Суперлізі, під його керівництвом фінішувала на п'ятому місці у найвищому турецькому дивізіоні і уперше в своїй історії кваліфікувалася до Ліги Європи.
Успіхи молодого тренера на чолі скромного «Аланьяспора» привернули увагу керівництва провідних клубів країни і 5 серпня 2020 року Ерол Булут був призначений головним тренером стамбульського «Фенербахче».

### Тренерська статистика
Станом на 6 серпня 2020
| «Єні Малатьяспор» | 1 жовтня 2017    | 25 квітня 2019   | 69  | 27 | 19 | 23 | 39,13 |
| «Аланьяспор»      | 17 серпня 2019   | 3 серпня 2020    | 45  | 24 | 9  | 12 | 53,33 |
| «Фенербахче»      | 5 серпня 2020    | досі             | 0   | 0  | 0  | 0  | —     |
| Разом за кар'єру  | Разом за кар'єру | Разом за кар'єру | 114 | 51 | 28 | 35 | 44,74 |

## Досягнення
- Чемпіон Туреччини: 1995/96
- Володар кубка Ататюрка: 1998
- Чемпіон Греції: 2005/06, 2006/07
- Володар Кубка Греції: 2005/06